# Lupekapukeahomakaliʻi
Lupekapukeahomakaliʻi je bio havajski poglavica, kralj otoka Oahua kao suprug kraljice vladarice Kalaʻimanuʻije te suvladar.

## Biografija
Lupekapukeahomakaliʻi je bio sin poglavice Kalaniulija i njegove supruge Naluehiloikeahomakalii. Bio je polubrat plemkinje Hoohile.
Njegovo je podrijetlo bilo iznimno plemenito. Navodno je bio vrlo plemenit čovjek, koji bi nakon ribolova dijelio ribu rođacima i prijateljima, a poslije i strancima.
Oženio je kraljicu Kalaʻimanuʻiju. Bili su vrlo skladan par. Često je pratio ženu, a bio je i mudar.
Moguće je da je čak bio moćniji i popularniji od svoje supruge, s kojom je imao jednu kćer, Kekelu, te sinove Kūamanuiju, Kaihikapuamanuiju i Haʻoa.
Bio je djed kralja Kakuhihewe.